# Kościół Chrystusa Króla i bł. Daniela Brottier w Chojnicach
Kościół Chrystusa Króla i błogosławionego Daniela Brottier w Chojnicach – rzymskokatolicki kościół parafialny należący do parafii pod tym samym wezwaniem (dekanat chojnicki diecezji pelplińskiej). Duszpasterstwo w świątyni prowadzą Duchacze.
Historia kościoła rozpoczyna się na początku lat 80. XX wieku, kiedy to został zakupiony dom, w którym została urządzona kaplica. Odprawiane regularnie msze święte i nabożeństwa przyciągały coraz większą liczbę wiernych. 27 września 1983 roku biskup diecezjalny dekretem oficjalnie erygował kaplicę publiczną. W następnym roku rozpoczęto rozbudowę kaplicy. 25 listopada 1984 roku została odprawiona pierwsza msza święta ku czci bł. o. Daniela Brottier oraz został poświęcony obraz przedstawiający błogosławionego. Od 1 lipca 1988 roku świątynia została erygowana kościołem parafialnym nowej parafii.